# Dorwać Smarta
Dorwać Smarta (ang. Get Smart) – amerykańska komedia sensacyjna. Film powstał na podstawie serialu z lat 60. Get Smart. Główne role grają Steve Carell, Anne Hathaway i Dwayne Johnson.
Film zarobił ponad $230,685,453, mimo premiery kilka miesięcy przed Quantum of Solace.

## Obsada
- Steve Carell – Maxwell Smart
- Anne Hathaway – agentka '99'
- Dwayne Johnson – agent '23'
- Alan Arkin – szef
- Terence Stamp – Siegfried
- Terry Crews – agent '91'
- David Koechner – Larabee
- James Caan – prezydent
- Bill Murray – agent '13'
- Patrick Warburton – Hymie
- Masi Oka – Bruce
- Nate Torrence – Lloyd
- Ken Davitian – Shtarker
- David S. Lee – Krstic
- Dalip Singh – Dalip